# Entrails
Entrails är ett svenskt dödsmetallband ifrån Linneryd och Växjö. Bandet bildades först 1991, men låg efter några år utan framgång på is i många år. 2008 återbildades bandet av gitarristen och låtskrivaren Jimmy Lundqvist, och 2010 släpptes debutalbumet Tales From the Morgue. Den 9 september 2011 The Tomb Awaits, gruppens andra fullängdsalbum. Den 13 maj 2013 kom ytterligare ett fullängdsalbum Raging Death. Nästan exakt två år senare, 14 maj 2015, dök Obliteration upp i skivhyllorna. World Inferno, det femte studioalbumet släpptes den 16 juni 2017. Den 11 oktober 2019 släpps Rise of the Reaper.  

## Medlemmar
Nuvarande medlemmar
- Jimmy Lundqvist – gitarr, trumprogrammering (1990–1998), gitarr (2009– )
- Pontus "Penki" Samuelsson – gitarr (2014-2019), bas, sång (2018- )
- Arvid Borg – trummor (2019– )
- Markus Svensson – gitarr (2019– )

Tidigare medlemmar
- Tobbe Ander – sång, gitarr (1990–1994)
- Billy L – basgitarr (1990–1994)
- Fredde J – trummor (1990–1994)
- Joakim "Jocke" Svensson[1] – sång, basgitarr (2009–2016)
- Mathias Nilsson – gitarr (2010–2014)
- Adde Mitroulis – trummor (2010–2016)
- Tommy Karlsson  – sång, basgitarr (2016–2018) (ex-Istapp (live))
- Martin "Fjalar" Mikaelsson – trummor (2016–2018) (även i Istapp, Nivlhel[2] och ex-Unchained.[3])
- Freddy Ortscheid – trummor (2018–2019)
- Marcus Brorsson – gitarr, bakgrundssång (2018–2019)

Bidragande musiker (studio)
- Fredrik Widigs (trummor på Tales From the Morgue)
- Ola Amoeba Death (gitarr på The Tomb Awaits)
- Dan Swanö (sång på The Tomb Awaits och Raging Death)
- Roger "Rogga" Johansson (sång på Raging Death)
- Jörgen Sandström (sång på Raging Death)
- Kam Lee (Barney Kamalani) (sång på Raging Death)
- Tobbe Ander (sång på Raging Death)

## Diskografi
Demo
- Reborn (2009)
- Human Decay (2009)

Studioalbum
- Tales From the Morgue (2010)
- The Tomb Awaits (2011)
- Raging Death (2013)
- Obliteration (2015)
- World Inferno (2017)
- Rise of the Reaper (2019)

Singlar
- "Berzerk" (2014)
- "Death Is the Right Path" (2017)
- "Crawl in Your Guts" (2019)

Samlingsalbum
- Resurrected from the Grave (Demo Collection) (2014)

Annat
- Ominous Crucifix / Entrails (delad 12" vinyl) (2012)
- "Unleashed Wrath (live)" / "Silent Whispers of the Graveless" (delad 7" vinyl: Entrails / Graveyard) (2014)